# 지족로
지족로(Jijok-ro)는 대전광역시 유성구 노은동 봉양농장삼거리에서 지족동 반석네거리를 잇는 도로이다.

## 주요 경유지
대전광역시
- 유성구 (노은동 . 지족동)

## 노선
| 이름           | 접속 노선                          | 소재지     | 소재지 | 소재지 | 비고 |
| -------------- | ---------------------------------- | ---------- | ------ | ------ | ---- |
| 봉양농장삼거리 | 대전광역시도 제16호선 (한밭대로)   | 대전광역시 | 유성구 | 노은동 |      |
| (생태터널)     |                                    | 대전광역시 | 유성구 | 노은동 |      |
| 덕산삼거리     | 지족동로                           | 대전광역시 | 유성구 | 지족동 |      |
| 도리미삼거리   | 지족로148번길                      | 대전광역시 | 유성구 | 지족동 |      |
| 말고개삼거리   | 지족로190번길                      | 대전광역시 | 유성구 | 지족동 |      |
| (생태터널)     |                                    | 대전광역시 | 유성구 | 지족동 |      |
| 고래들네거리   | 지족동로                           | 대전광역시 | 유성구 | 지족동 |      |
| 반석네거리     | 대전광역시도 제53호선 (북유성대로) | 대전광역시 | 유성구 | 지족동 |      |
| 송림로와 직결  |                                    |            |        |        |      |

## 주요 건물 및 시설
- 이마트24 유성영무예다움점 (지족로 92/지족동 1052)
- 대전새미래초등학교 (지족로 168/지족동 1044)
- GS25 노은해량점 (지족로 240/지족동 1033)
- 대전반석고등학교 (지족로 332/지족동 993)
- GS25 반석호반점 (지족로 362/지족동 992)
- 세븐일레븐 대전지족리슈빌점 (지족로 351/지족동 985-1)
- 뚜레쥬르 대전노은호반점 (지족로 355/985-2)
- CU 대전리젠시점 (지족로 365/지족동 984-2)
- GS25 유성옥타브점 (지족로 368/지족동 986-1)
- 스타벅스 대전지족점 (지족로 373/지족동 984-5)